# Transalaigebirge
Das Transalaigebirge, die Transalaikette oder der Transalai (kirgisisch Чоң Алай кырка тоосу) ist eine Hochgebirgskette im Norden des Pamirgebirges; ihr entlang verläuft der östlichste Teil der Grenze zwischen Tadschikistan und Kirgisistan. Der äußerste Osten der Gebirgsgruppe reicht über die Grenze in die Volksrepublik China hinein.
Der Gebirgszug hat eine Länge von 240 km. Er erstreckt sich zwischen dem vom Kysylsuu durchflossenen Alaital im Norden und dem Flusstal des Muksu im Süden. Die Nordflanke des östlichen Transalai wird vom Kysylsuu, Quellfluss des Kaschgar, die Südflanke vom Markansu entwässert.
Das Transalaigebirge ist durch die beiden Pässe Tersagar und Kyzylart in drei Abschnitte gegliedert. Im Mittelabschnitt liegt der höchste Gipfel des Transalai, der 7134 m hohe Pik Lenin.
Vom Transalai zweigt im Mittelabschnitt die Zulumartkette nach Süden ab. Südöstlich liegt die Sarikolkette, südwestlich die Kette der Akademie der Wissenschaften.

## Berge (Auswahl)
Im Folgenden eine Auswahl der höchsten Berge, sortiert in West-Ost-Richtung (in Kursivschrift Gipfel mit geringerer Schartenhöhe):
Westteil:
- Pik Sat, 5900 m

Zentralteil:
- Pik Leipzig, 5725 m
- Pik Dserschinski, 6717 m
- Pik Lenin, 7134 m
- Pik Marschall Schukow, 6842 m
- Pik Jedinstwa, 6673 m
- Pik Oktjabrski, 6780 m
- Kyzylagyn, 6683 m
- Pik Trapezija, 6048 m

Ostteil:
- Pik Kurumdy, 6614 m
- Pik Sarja Wostoka, 6349 m
- Pik Leibniz, 5797 m

## Pässe
- Kyzylart, 4280 m, Pamir Highway, (⊙)
- Tersagar, 3598 m, (⊙)